# Louis Mandylor
Louis Theodosopoulos Mandylor (Victoria, Melbourne, Australië, 13 september 1966) is een Australische acteur van Griekse afkomst.
Hij is een broer van Costas Mandylor.
Naast acteren regisseert en schrijft Louis ook voor de film en voor televisieseries.
Louis heeft heel wat successen geboekt in de Amerikaanse film en tv.
Louis veranderde zijn naam van Theodopoulos in Mandylor, de geboortenaam van zijn moeder (Mandylaris). Louis was een amateur-voetbalspeler en een professioneel bokser voor hij naar de Verenigde Staten van Amerika ging.
Louis kwam naar Amerika nadat zijn oudere broer Costas wat succes had in Hollywood. Louis had zijn eerste gastoptreden in 1991 in een aflevering van China Beach.
Na wat mislukte pilot-afleveringen maakt hij zijn opwachting in series als Relic Hunter, Friends, Charmed, Nash Bridges en CSI: Miami.
Louis Mandylors bekendste rol is die in de film My Big Fat Greek Wedding.
- Biblioteca Nacional de España: XX1736240
- Bibliothèque nationale de France: cb14202661d (data)
- Gemeinsame Normdatei: 142142859
- International Standard Name Identifier: 0000 0000 0299 1910
- Virtual International Authority File: 19891893
- WorldCat: E39PBJB8pXVQfytwdw7VBd3JDq